# Gudmund Nilsson
Gudmund Nilsson även känd som Målargumme, född 26 februari 1809 i Lidhults socken, Kronobergs län, död 14 november 1897 i Ljunghult, Vrå församling, Kronobergs län, var en svensk bonadsmålare.
Han var son till bonadsmålaren Nils Persson i Hyhult. Nilssons produktion av bonader var omfattande och fick en stor spridning i södra Sverige. Hans färgskala är mycket stark och ibland ersatte handen religiösa texten som förklarade motivet med en skämtsam profan text. Stilistiskt brukar man hänföra hans verk till Sunnerboskolan. Nilsson är representerad vid Varbergs museum.